# Joe Mullen
Joseph Patrick "Joe" Mullen, född 26 februari 1957 i Hell's Kitchen i New York, är en amerikansk före detta professionell ishockeyspelare. Mullen spelade 16 år i NHL för St. Louis Blues, Calgary Flames, Pittsburgh Penguins och Boston Bruins och gjorde 502 mål och 561 assists för totalt 1063 poäng på 1062 grundseriematcher. 

## Karriär
Joe Mullen vann Stanley Cup tre gånger, med Calgary Flames 1989 och med Pittsburgh Penguins 1991 och 1992. På 143 slutspelsmatcher gjorde han 60 mål och 46 assist för 106 poäng. Han valdes in i Hockey Hall of Fame 2000.
Joe Mullen spelade för USA i Canada Cup 1984, 1987 och 1991. Han deltog också i VM 1979 där han gjorde 7 mål och 1 assist på 8 matcher.
Mullen var den förste amerikanske spelaren i NHL att nå 500 mål och 1000 poäng. Hans bror Brian Mullen var också ishockeyspelare och spelade i NHL för Winnipeg Jets, New York Rangers, San Jose Sharks och New York Islanders.

## Meriter
- Stanley Cup – 1989, 1991 och 1992
- NHL Plus/Minus Award – 1988–89
- NHL First All-Star Team – 1988–89
- Lady Byng Memorial Trophy – 1987, 1989
- Lester Patrick Trophy – 1995

## Statistik

### Klubbkarriär
| 1979–80    | St. Louis Blues     | NHL        | —    | —   | —   | —    | —   | 1   | 0  | 0  | 0   | 0  |
| 1981–82    | St. Louis Blues     | NHL        | 45   | 25  | 34  | 59   | 4   | 10  | 7  | 11 | 18  | 4  |
| 1982–83    | St. Louis Blues     | NHL        | 49   | 17  | 30  | 47   | 6   | —   | —  | —  | —   | —  |
| 1983–84    | St. Louis Blues     | NHL        | 80   | 41  | 44  | 85   | 19  | 6   | 2  | 0  | 2   | 0  |
| 1984–85    | St. Louis Blues     | NHL        | 79   | 40  | 52  | 92   | 6   | 3   | 0  | 0  | 0   | 0  |
| 1985–86    | St. Louis Blues     | NHL        | 48   | 28  | 24  | 52   | 10  | —   | —  | —  | —   | —  |
| 1985–86    | Calgary Flames      | NHL        | 29   | 16  | 22  | 38   | 11  | 21  | 12 | 7  | 19  | 4  |
| 1986–87    | Calgary Flames      | NHL        | 79   | 47  | 40  | 87   | 14  | 6   | 2  | 1  | 3   | 0  |
| 1987–88    | Calgary Flames      | NHL        | 80   | 40  | 44  | 84   | 30  | 7   | 2  | 4  | 6   | 10 |
| 1988–89    | Calgary Flames      | NHL        | 79   | 51  | 59  | 110  | 16  | 21  | 16 | 8  | 24  | 4  |
| 1989–90    | Calgary Flames      | NHL        | 78   | 36  | 33  | 69   | 24  | 6   | 3  | 0  | 3   | 0  |
| 1990–91    | Pittsburgh Penguins | NHL        | 47   | 17  | 22  | 39   | 6   | 22  | 8  | 9  | 17  | 4  |
| 1991–92    | Pittsburgh Penguins | NHL        | 77   | 42  | 45  | 87   | 30  | 9   | 3  | 1  | 4   | 4  |
| 1992–93    | Pittsburgh Penguins | NHL        | 72   | 33  | 37  | 70   | 14  | 12  | 4  | 2  | 6   | 6  |
| 1993–94    | Pittsburgh Penguins | NHL        | 84   | 38  | 32  | 70   | 41  | 6   | 1  | 0  | 1   | 2  |
| 1994–95    | Pittsburgh Penguins | NHL        | 45   | 16  | 21  | 37   | 6   | 12  | 0  | 3  | 3   | 4  |
| 1995–96    | Boston Bruins       | NHL        | 37   | 8   | 7   | 15   | 0   | —   | —  | —  | —   | —  |
| 1996–97    | Pittsburgh Penguins | NHL        | 54   | 7   | 15  | 22   | 4   | 1   | 0  | 0  | 0   | 0  |
| NHL totalt | NHL totalt          | NHL totalt | 1062 | 502 | 561 | 1063 | 241 | 143 | 60 | 46 | 106 | 42 |